# Humiliaci

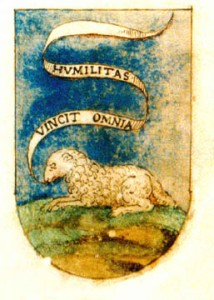
Herb humiliatów

Humiliaci (łac. Pokorni) – zakon świecki o charakterze pokutnym, założony najprawdopodobniej w XII wieku we Włoszech przez uczestników nieudanej rebelii przeciwko cesarzowi Henrykowi V, zatwierdzony około 1200 roku przez papieża Innocentego III, zniesiony przez papieża Piusa V w 1571 roku. Gałąź żeńska zakonu przetrwała do XX wieku.

## Historia

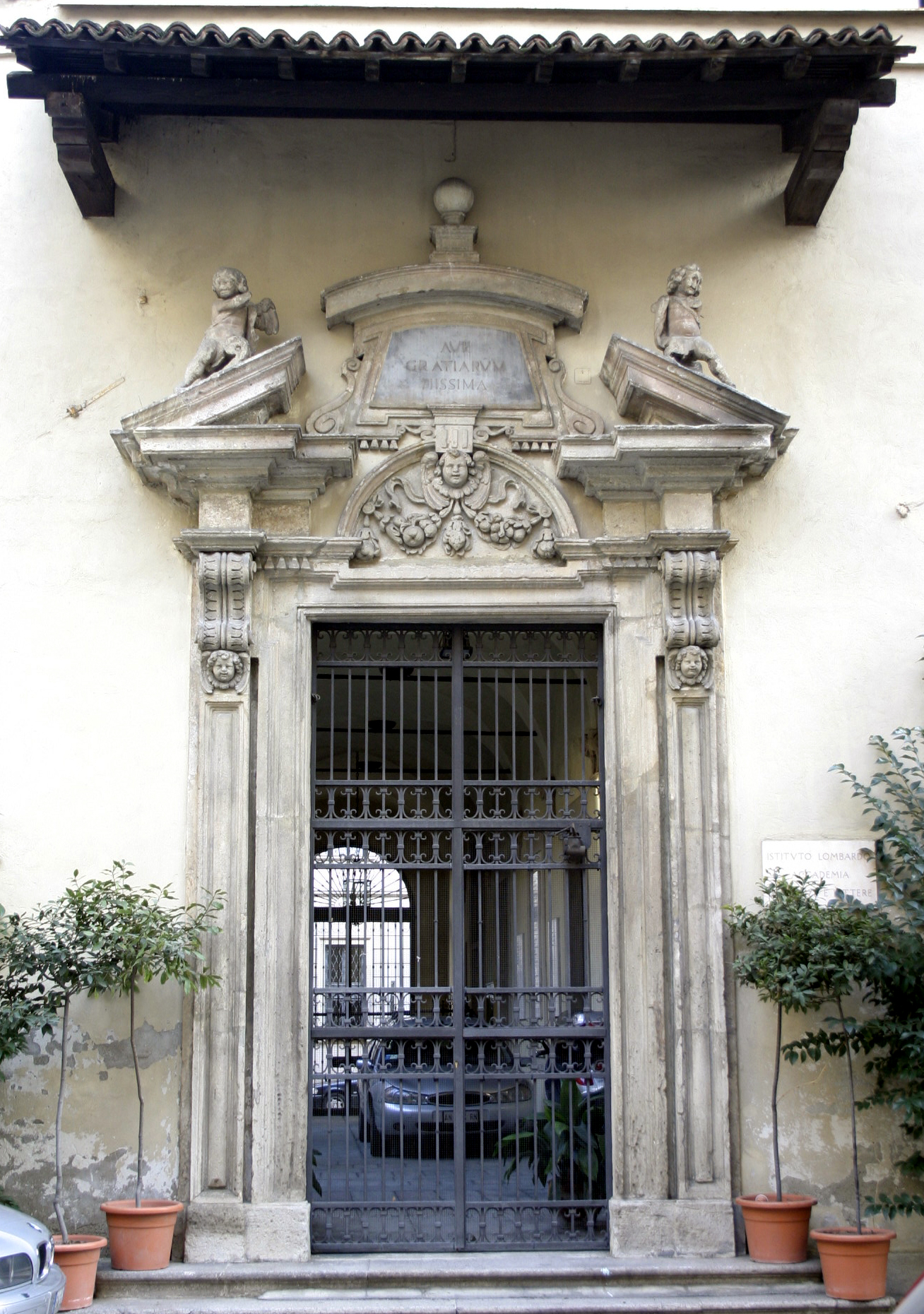
Wejście do byłego klasztoru humiliatów (obecnie pałac Brera) w Mediolanie

### Gałąź męska zgromadzenia
Historia zgromadzenia pokutnego humiliatów sięga, według niektórych znawców, początku XI wieku, ale bardziej prawdopodobnie początku XII wieku, okresu panowania cesarza Henryka V, który po stłumieniu rebelii w Lombardii pojmał niektórych przedstawicieli miejscowej szlachty zabierając ich do Niemiec w charakterze jeńców. Porzucili oni sprawy doczesne, by, po przebraniu się w szare szaty pokutne zająć się działalnością charytatywną. Po złożeniu zobowiązania lojalności zezwolono im na powrót do Lombardii. W tym czasie określano ich miane Barettini (od nakryć głowy). Dzięki znajomości niemieckich manufaktur wełnianych wprowadzili na terenie ówczesnych Włoch nowe metody produkcji tego surowca.
Wielu z nich za radą św. Bernarda i za zgodą swoich żon porzuciło w 1134 roku życie świeckie zakładając swój pierwszy klasztor w Mediolanie. W 1159 roku, za radą św. Jana z Medy przyjęli oni regułę św. Benedykta, przystosowanej przez św. Jana do ich potrzeb. Około 1200 roku zgromadzenie zostało zatwierdzone przez papieża Innocentego III. Zakon rozwijał się wydając wielu świętych i błogosławionych, pomagał w zwalczaniu katarów, prowadził działalność społeczną.
W miarę upływu czasu, ze względu na nagromadzenie dóbr doczesnych, w jego działalność wkradły się poważne nadużycia, w związku z czym papież Pius V zlecił arcybiskupowi Mediolanu Karolowi Boromeuszowi zreformowanie zgromadzenia. Działania arcybiskupa wzbudziły sprzeciw wśród mniejszości, która zawiązała spisek podejmując próbę zabicia arcybiskupa. Próba nie powiodła się, spiskowców stracono, a zgromadzenie humiliatów zostało bullą papieską z 8 lutego 1571 roku rozwiązane. Ich domy i majątek podzielono pomiędzy inne zakony (w tym jezuitów i barnabitów) lub przeznaczono na działalność charytatywną.

### Gałąź żeńska zgromadzenia
Żony pierwszych humiliatów również utworzyły wspólnotę, na czele której stanęła Clara Blassoni. Siostry zajęły się niesieniem pomocy trędowatym w sąsiadującym z ich klasztorem szpitalu. Na szybki rozwój żeńskiej gałęzi zgromadzenia negatywnie oddziałała likwidacja gałęzi męskiej w 1571 roku. Zakonowi udało się jednak przetrwać, a obecnie istnieje jeszcze we Włoszech pięć niezależnych domów humiliatek.